# Artista del ligue

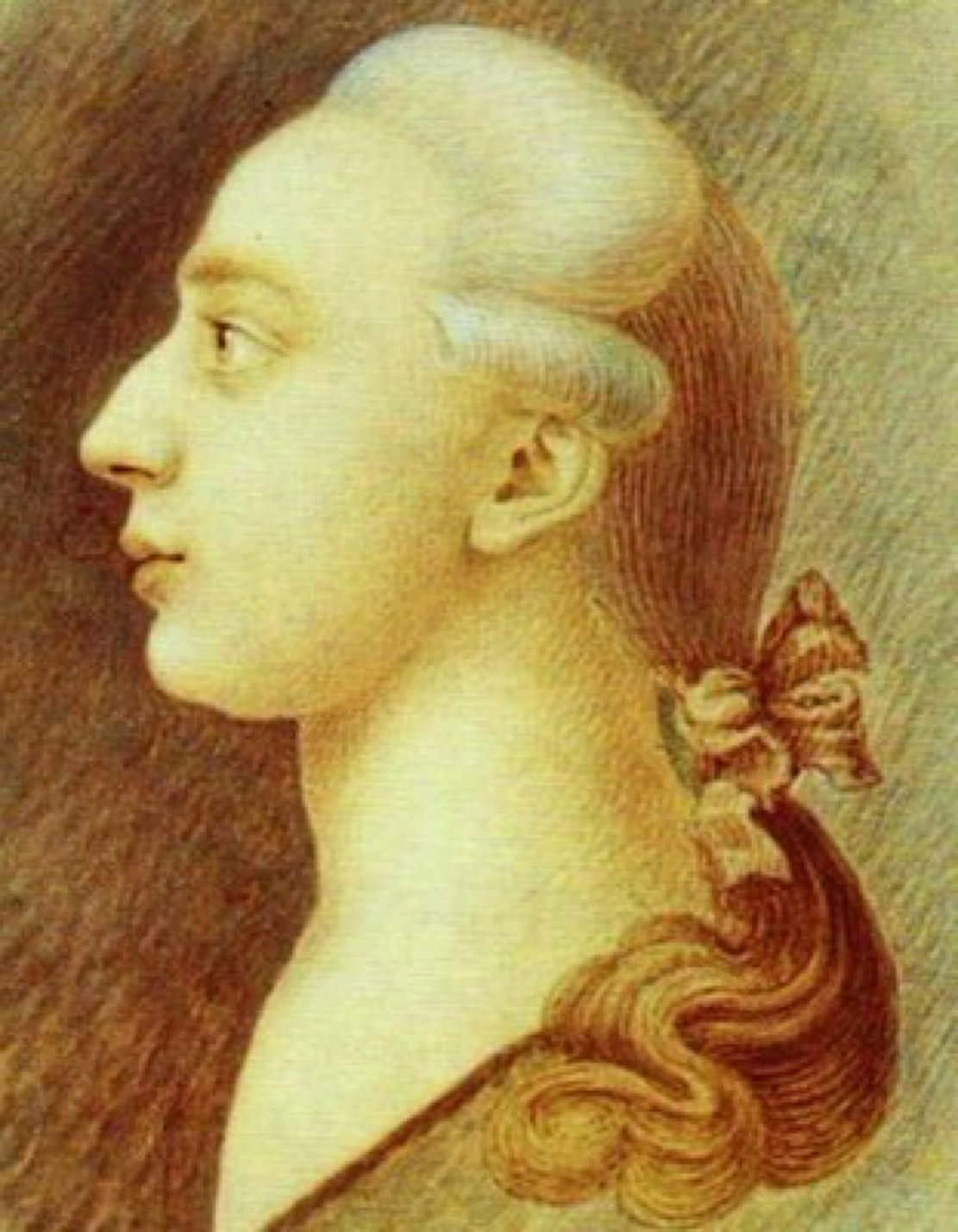
Retrato de Giovanni Giacomo Casanova (1725-1798), conocido, entre otras cosas, como un gran seductor.

El término artista del ligue (PUA, Pick Up Artist en inglés) describe a un hombre que se considera capacitado, o que trata de ser experto en atraer y seducir al sexo femenino. Ellos constituyen la comunidad de seducción, una red informal de blogs, foros, grupos y sitios de Internet donde los temas principales son relacionados con el cortejo y la seducción de mujeres, así como el liderazgo y la superación personal, enfocando las habilidades aprendidas en dicha comunidad para mejorar las interacciones sociales que los hombres tienen con las mujeres.

## Historia

### Años 1990
Los orígenes de la comunidad de seducción se remontan a Ross Jeffries, que desarrolló un conjunto de métodos basados en la programación neurolingüística (PNL) y la hipnosis llamadas seducción rápida (speed seduction en inglés). En 1994 Lewis De Payne, que era un estudiante de Jeffries, creó el grupo de noticias sobre seducción alt.seduction.fast (ASF). A raíz de la creación de este grupo se desarrolló una red de foros de discusión, listas de correo electrónico, blogs y sitios web en los que se intercambiaban ideas sobre la seducción.
A finales de los noventa la comunidad estaba formada por poco más de una docena de hombres, la mayoría alumnos de Jeffriess. Un joven canadiense conocido por el seudónimo Mystery empezó a ganar protagonismo con sus aportes en el foro de seducción rápida. Mystery propuso el método conocido como juego indirecto, una de las primeras alternativas a la compleja metodología utilizada por Jeffriess. Según Mystery, este método era mucho más efectivo y fácil de aprender y llevar a la práctica que el de Jeffriess. Creó su propio foro privado, llamado Mystery Method Forum. El método de Mystery se hizo muy popular.

### 2001
En 2001 otro discípulo de Jeffriess, Eben W. Pagan, conocido en la Comunidad primero como Sysonpyh, y a partir de 2001 como David DeAngelo, desarrolló una alternativa a los métodos de Jefriess y Mystery. DeAngelo desarrolló el concepto de Cocky & Funny (arrogante y gracioso) que describió en su libro Double your Dating. Este concepto se basa en la idea de que las mujeres se sienten atraídas hacia hombres que tienen una personalidad arrogante y graciosa. Según Deangelo esta personalidad suele ir asociada a la capacidad de liderazgo, la confianza en uno mismo, el humor y la independencia. DeAngelo desarrolló este concepto a partir de sus observaciones directas de hombres que considera "seductores naturales".
Wayne Elise, conocido como Juggler y miembro de la comunidad de Jeffriess, fue el segundo miembro de la comunidad, después de Mystery, que impartió seminarios y talleres prácticos en Estados Unidos. El método de Juggler, llamado "la ciencia del carisma", se basa en la conexión emocional con las personas y evita el uso de materiales preparados, que según Juggler dificultan la conexión entre hombres y mujeres. Su método busca crear tensión sexual de forma natural por medio de la conversación y con la ayuda de un toque de diversión.

### 2005
El Método Mystery fue ganando cada vez más peso en detrimento del de Jeffriess. Neil Strauss, escritor y periodista discípulo de Mystery, escribió "El Método" (The Game: Penetrating the Secret Society of Pickup Artists), un libro que describe las comunidades de seducción. El método llegó a la lista de best sellers del New York Times y dio a conocer la comunidad a un público más amplio. La comunidad se dio a conocer aún más con el programa de televisión "The Pick Up Artist" (ver la sección de terminología), emitido por el canal norteamericano VH1 y presentado por Mystery.
Con el paso de los años, aparecieron otros maestros de seducción que crearon nuevos métodos y llegaron a ser conocidos como "gurús".

## Pioneros de la comunidad
- 1992: Ross Jeffries: How to get the Women you desire into bed (Cómo llevar a las mujeres que deseas a la cama), Jeffries Publishing, Sydney.
- 2001: David DeAngelo: Double your dating (Dobla tus citas), St Martin Press, Nueva York.
- 2003: Gunwitch: Gunwitch Method o El método Gunwitch en castellano.
- 2003: Swinggcat: Real World Seduction 2.0.
- 2005: Mystery (Erik Von Markovik):The Mystery Method: How to Get Beautiful Women Into Bed, Chris Odom. St. Martin's Press. ISBN 978-0-312-36011-5. Traducido al español como: El secreto. Viamagna (junio 2008). 250 páginas ISBN 978-84-96692-34-3
- 2005: Juggler (Wayne Elise): How To Be A Pickup Artist.
- 2006: Alan Roger Currie: Mode One.
- 2007: Badboy: Lifestyle 2007.
- 2007: Style (Neil Strauss): Rules of the game, Domina el Método en 30 días.
- 2008: Nick Savoy: Magic Bullets, o Balas mágicas en castellano.
- 2008: Juggler (Wayne Elise): The Juggler Method: Conversational Jujitsu o El método Juggler en castellano.
- 2009: David X: Be Relentless o Sé implacable, Las reglas de David X en castellano.
- 2010: Jeremy Soul: Daytime dating.

## Terminología
El término "pick up" (recoger, tomar en inglés) en este contexto viene del argot estadounidense y se refiere al hecho de conocer a un extraño a la espera de tener relaciones sexuales. En la década de los 70 fue especialmente popularizado por la revista "Pick-Up Times" y la película semiautobiográfica " The Pick-up Artist", de James Toback.
El término ligue es utilizado en España y América Latina con el significado de la acción de entablar relaciones amorosas o sexuales pasajeras. En Argentina, Paraguay,  El Salvador y Uruguay se usa el término levante. Un término menos preciso pero entendido en todo el mundo hispanohablante es conquista (persona cuyo amor se logra).
El término artista del ligue también se asocia con las comunidades de seducción, una subcultura masculina heterosexual basada en el objetivo de mejorar las habilidades sexuales y románticas con las mujeres. Las rutinas y tácticas se han desarrollado para estimular los interruptores de atracción a menudo combinados con técnicas derivadas de la programación neurolingüística.
El término PUA, artista del ligue en español, entró en el léxico popular en 2005 con la llegada del libro best-seller de Neil Strauss "El Método" (The Game: Penetrating the Secret Society of Pickup Artists) , y también en 2007, a través del reality show  The Pick-up Artist, que se emitió durante dos temporadas en el canal norteamericano VH1, protagonizada por el PUA Mystery.

### Otra terminología
- PUA: Abreviatura de pick up artist, que es un término usado a veces en la comunidad de habla inglesa para referirse a los hombres que aplican con éxito las ideas de la comunidad. Significa literalmente "artista del ligue". Algunos miembros de la comunidad de habla española utilizan el acrónimo PUA.
- Ala (del inglés wingman): Persona, habitualmente un hombre, que ayuda en el proceso de seducción. Uno de los cometidos habituales de un ala es entretener a las amigas de la mujer en la que está interesado su compañero.
- Sargeo (del inglés sarging): Práctica de salir con el propósito de conocer mujeres. El término fue acuñado por Ross Jeffries.

### MDLS o PUG
Un Maestro De La Seducción (en inglés PUGs o PUA Gurus), son hombres (y a veces mujeres) que dicen ser expertos en la seducción, que enseñan a otros hombres como ligar con mujeres (a menudo a precios exorbitantes, llegando a miles de dólares por un taller).
El término "gurú" viene del Hindi, que significa alguien que ha adquirido una gran cantidad de conocimiento, la sabiduría y la autoridad en un área específica, y lo utiliza para guiar a los demás como un maestro. Originalmente, el término se utiliza para referirse a los maestros espirituales o religiosos, pero el término ha llegado a ser utilizado para cualquier tipo de experto, a pesar de que todavía tiene una connotación mística leve.
En la comunidad de seducción, hay bastantes personas que, o bien se hacen llamar gurús o se les conoce como los gurús de los demás. Algunos de los más conocidos son chicos como Mystery, Ross Jeffries, David Deangelo, Juggler y Gunwitch, cada uno con su método. El propio Neil Strauss, conocido por Style, ha llegado a ser considerado un MDLS.
Algunos de estos son legítimamente calificados y reconocidos en la "Comunidad" como MDLS, pero también hay muchos de los llamados "gurús" de dudosa experiencia y autoridad.

## Grupos
Tres grupos importantes de la comunidad son los foros de internet sin ánimo de lucro, los "lairs" (guaridas) locales, y las empresas de seducción.
- Foros sin ánimo de lucro: Los miembros de estas comunidades suelen quedar entre ellos para encontrar alas.
- Lairs: Grupos que se reúnen por proximidad geográfica. Suelen organizar encuentros con el objetivo de ligar. Los lairs aparecieron como grupos de estudio poco después de que Ross Jeffries lanzara su primer producto y comenzara a enseñar a principios de los 90[11] Generalmente son asociaciones sin ánimo de lucro. Actualmente existen cientos de lairs por todo el mundo.[12]
- Empresas de seducción: Suelen estar dirigidas por un Maestro de la Seducción (MDLS), y se adhieren a un determinado método. Realizan talleres y seminarios y comparten experiencias a través de internet. Algunos profesores de la comunidad de seducción dicen que sus métodos son científicos, pero esto es falso. Entre las empresas pioneras destacan:
  - Mystery Method Corporation, ahora Love Systems (fundada por Mystery, y ahora dirigida por Nick Savoy),
  - Charisma arts (Juggler),
  - Double Your Dating (David DeAngelo) y
  - Real Social Dynamics (Tyler Durden y Papa).
  - Stylelife Academy (Neil Strauss).

Estos grupos no son mutuamente excluyentes. Por ejemplo, un miembro de la comunidad puede ser a la vez cliente del Método Mystery y la Academia Stylelife, participar en el lair de San Francisco, y contribuir en los debates del foro Fast Seduction.

## Estilos de seducción
Se pueden distinguir tres tipos principales de estilos:
- Cortejo Directo: El más conocido estilo de cortejo directo es MODO UNO, de Alan Roger Currie, es un estilo de comunicación verbal que consta de 3 componentes:
  1. Ser lo más específico, honesto y directo al momento de expresar tus intenciones y deseos románticos o sexuales; éste es el componente PRINCIPAL.
  2. Tener un comportamiento fuerte y seguro de ti mismo. (Ejemplo: No me importa lo que tú pienses de mí, yo vengo por lo que quiero y lo expreso abiertamente, no me voy a disculpar ni a retractar de lo que te dije, si me aceptas o me rechazas me tiene sin cuidado)
  3. Usar la seducción verbal. (Tener una conversación erótica y dominante con la mujer, SUSURRANDO a su oído con una voz suave y profunda)
- Cortejo Indirecto: desarrollado por Mystery. El hombre no muestra su interés de forma evidente, espera a que la mujer dé el primer paso, una vez que el hombre haya generado atracción. Tiene tres fases principales: Atracción, Confort y Seducción.

Este método se estandarizó en Chile por seductores Chilenos.
Por otro lado, según el ámbito de la seducción, se distinguen dos tipos principales:
- Juego diurno (daygame): Jeremy Soul (libro Daytime Dating, de Love Systems),[14] Paul Janka,[15] Sasha PUA,,[16] Alex Coulson.[17]
- Juego nocturno (nightgame): Tyler Durden y Julien Blanc de Real Social Dynamics.

## Conceptos relacionados
- Asertividad
- Atracción interpersonal
- Atracción sexual
- Autoconcepto
- Autoestima
- Autorregulación emocional
- Carisma
- Coaching
- Conexión
- Confianza
- Confort
- Contagio emocional
- Conversación
- Desarrollo personal
- Disonancia cognitiva
- Ego
- Emoción
- Empatía
- Felicidad
- flujo (entrar en estado)
- Habilidades sociales
- Humor
- Inteligencia emocional
- Inteligencia interpersonal
- Inteligencia intrapersonal
- Inteligencia social
- Juego externo (outer game)
- Juego interno
- Miedo
- Programación neurolingüística
- Psicología evolucionista
- Psicología social
- Rapport
- Seducción
- Sistema de creencias